# Juliette Stern
Pour les articles homonymes, voir Stern.
Juliette Stern, née Spanjaard le 23 décembre 1893 à  Paris et morte le 31 mai 1963 dans la même ville, est la présidente de l'Organisation internationale des femmes sionistes (WIZO) France qui, durant la Seconde Guerre mondiale, organise le sauvetage de 1 000 enfants juifs dans le pays. Parmi ces derniers, Georges Hansel, le futur gendre d'Emmanuel Levinas. 

## Biographie
Juliette Caroline Henriette Spanjaard ou Sanjaard est née dans le 8e arrondissement de Paris le 23 décembre 1893. Elle est la fille de Louis-Jacob Sanjaard et de Sophie Cohen. Louis Spanjaard est né  29 mars 1851 à Borne, aux Pays-Bas. Il est mort le 28 février 1916, à Paris.  Sophie Cohen est née le 4 septembre 1856 à Amsterdam aux Pays-Bas. Elle est morte le 29 mars 1933 à Paris.
Les parents de Juliette Spanjaard se marient en 1882 et s'installent à Paris.
Juliette Spanjaard épouse  Waldemar Sylvain Hauer.  Ce dernier est né le 20 octobre 1886 dans le 10e arrondissement de Paris. Il est mort pour la France à Cuisea, en Serbie, comme soldat de 2e classe, 1er bataillon de marche d'Afrique (1er BAM) aux Dardanelles, en Turquie. Ils ont une fille, Simone Hoffmann. Elle est née le 24 janvier 1914 à Paris. Elle est morte le 13 novembre 1991 à Paris.
Juliette Hauer se remarie avec Robert Stern et devient Juliette Stern. Robert Stern est né le 8 mai 1881. Il est mort le 2 juin 1959. 
Juliette et Robert Stern ont un fils, Max Stern, né le 5 janvier 1920 à Paris et mort en 1996,,,,.

### Palestine mandataire
Au début des années 1930, Juliette Stern se rend en Palestine mandataire. À son retour, elle crée une organisation pour femmes, Kadimah, pour l'étude du mouvement sioniste qui, avec une autre organisation, Femmes juives pour la Palestine donne naissance à l'Union des femmes juives de France pour la Palestine (UFJFPP), section française de l'Organisation internationale des femmes sionistes (WIZO). Elle en devient la secrétaire générale,.

### Seconde Guerre mondiale
En janvier 1942, sous l'Occupation allemande, Juliette Stern est nommée membre de l'Union générale des israélites de France (UGIF). Elle prend la responsabilité de la branche no 5 de l'organisation, chargée de l'assistance sociale, dont le siège se trouve rue de la Bienfaisance. Elle est aussi membre de son conseil d'administration.
Un certain nombre d'enfants détenus dans le camp de Drancy avec leurs parents sont remis à l'UGIF par les Allemands.
La branche no 5 loge ces enfants dans des dortoirs. Les enfants sont « coincés » car ils ne peuvent être transférés ailleurs, vu que leur destination finale était le retour à Drancy, suivi de leur déportation.
La branche no 5 s'occupe aussi des enfants « libres », c'est-à-dire sans abri.
Les dortoirs de l'UGIF pouvaient accueillir jusqu'à 400 enfants, mais la branche 5 avait un nombre plus élevé d'enfants à charge. Pour contourner le problème, Juliette Stern décide de transférer les enfants, malgré les ordres contraires des Allemands, dans des familles non juives et dans des institutions.
Des membres de la WIZO et des assistantes sociales trouvent des refuges, payant le loyer. Vu le danger, cela se fait discrètement. Pour financer l'opération, Juliette Stern utilise, sans permission, des fonds de l'UGIF.
Le secrétaire général du Commissariat général aux questions juives (CGQJ) Joseph Antignac contacte au printemps 1944 Heinz  Röthke, le responsable de la section juive de la Gestapo pour qu'il ouvre une enquête. La Gestapo procède tout de suite à l'arrestation des employés de la branche 5, dont la responsable Joséphine Getting. Ils sont déportés et assassinés.
Juliette Stein n'est pas présente lors de la rafle. Elle assiste au même moment à des funérailles. 
Avec l'aide de la Résistance juive, elle organise le « kidnapping » des enfants « coincés » de leurs dortoirs.
Fin 1944, il restait encore des enfants à sauver. La Gestapo arrête 250 d'entre eux et les déporte.
La WIZO avait réussi, malgré tout, à sauver 1 000 enfants.

### Après la Guerre
Juliette Stern devient présidente de la WIZO France. Elle est membre de la direction de la WIZO mondiale et vice-présidente de l'organisation sioniste de France.
Entre 1945 et 1948, Eric Cohn-Bendit et Herta Cohn-Bendit sont responsables de la « Colonie Juliette » (Juliette pour Juliette Stern), un établissement pour enfants d'anciens déportés juifs situé à Cailly-sur-Eure (Eure).

### Mort
Juliette Stern est morte le 31 mai 1963 dans le 16e arrondissement de Paris, à l'âge de 69 ans.